# 200003 Aokeda
200003 Aokeda este un asteroid din centura principală de asteroizi.

## Descriere
200003 Aokeda este un asteroid din centura principală de asteroizi. A fost descoperit pe 19 mai 2007 la XuYi în cadrul programului PMO NEO Survey. Asteroidul prezintă o orbită caracterizată de o semiaxă mare de 3,18 ua, o excentricitate de 0,06 și o înclinație de 13,5° în raport cu ecliptica.